# SVV in het seizoen 1955/56
Het seizoen 1955/1956 was het tweede jaar in het bestaan van de Schiedamse betaaldvoetbalclub SVV. De club kwam uit in de Hoofdklasse B en eindigde daarin op de 15e plaats, dit betekende dat de club degradeerde naar de Eerste divisie.

## Wedstrijdstatistieken

### Hoofdklasse B
|       | Alkmaar '54 | BVV   | D.F.C. | EDO   | Elinkwijk | Emma  | Sportclub Enschede | Feijenoord | De Graafschap | GVAV  | MVV   | PSV   | Rapid JC | SHS   | Sittardia | De Volewijckers | Willem II |
| ----- | ----------- | ----- | ------ | ----- | --------- | ----- | ------------------ | ---------- | ------------- | ----- | ----- | ----- | -------- | ----- | --------- | --------------- | --------- |
| Thuis | 0 – 1       | 2 – 1 | 2 – 7  | 2 – 0 | 4 – 2     | 4 – 0 | 2 – 3              | 1 – 4      | 1 – 1         | 3 – 3 | 2 – 1 | 0 – 1 | 1 – 1    | 0 – 1 | 4 – 2     | 3 – 1           | 0 – 2     |
| Uit   | 2 – 0       | 3 – 2 | 3 – 1  | 4 – 1 | 2 – 1     | 0 – 4 | 2 – 1              | 2 – 0      | 1 – 1         | 1 – 0 | 3 – 0 | 3 – 1 | 2 – 2    | 2 – 2 | 4 – 3     | 2 – 6           | 2 – 1     |

## Statistieken SVV 1955/1956

### Eindstand SVV in de Nederlandse Hoofdklasse B 1955 / 1956
| Stand | Gespeeld | Gewonnen | Gelijk | Verloren | Punten | Doelpunten voor | Doelpunten tegen |
| ----- | -------- | -------- | ------ | -------- | ------ | --------------- | ---------------- |
| 15e   | 34       | 9        | 6      | 19       | 24     | 57              | 69               |

### Topscorers
| Competitie \| # \| Naam \| \| \| -------------- \| ----------------------------- \| -- \| \| 1. \| Henk Könemann \| 23 \| \| 2. \| Gerrit van Pelt \| 17 \| \| 3. \| Kees Maltha \| 8 \| \| 4. \| N. Bisschop \| 2 \| \| 4. \| Cor van Schijndel \| 2 \| \| 6. \| Jacques Heijster \| 1 \| \| 6. \| Hans Hekman \| 1 \| \| 6. \| Jan Offerman \| 1 \| \| 6. \| Jan van Schijndel \| 1 \| \| Eigen doelpunt \| \| \| \| – \| Tom Weening (De Volewijckers) \| 1 \| \| Totaal \| Totaal \| 57 \| |                               |      |
| # | Naam                          | Goal |
| 1. | Henk Könemann                 | 23   |
| 2. | Gerrit van Pelt               | 17   |
| 3. | Kees Maltha                   | 8    |
| 4. | N. Bisschop                   | 2    |
| 4. | Cor van Schijndel             | 2    |
| 6. | Jacques Heijster              | 1    |
| 6. | Hans Hekman                   | 1    |
| 6. | Jan Offerman                  | 1    |
| 6. | Jan van Schijndel             | 1    |
| Eigen doelpunt |                               |      |
| – | Tom Weening (De Volewijckers) | 1    |
| Totaal | Totaal                        | 57   |